# マヘーシュ・バーブ
マヘーシュ・バーブ（Mahesh Babu、1975年8月9日 - ）は、インドのテルグ語映画で活動する俳優。インド映画界を代表するセレブリティの一人であり、2012年からは『フォーブス・インディア』の「セレブリティ100」に何度もランクインしている。メディアからは「トリウッドのスーパースター（Superstar of Tollywood）」と呼ばれ、これまでにフィルムフェア賞 南インド映画部門、ナンディ賞、南インド国際映画賞、IIFAウトサヴァムを受賞している。このほか、映画製作会社G・マヘーシュ・バーブ・エンターテインメントを経営し、2019年には映画興行事業に参入してガチバウリにシネマコンプレックス・AMBシネマズを開業した。また、人道支援などの慈善活動積極的にも行っており、「マヘーシュ・バーブ財団」を通して先天性心疾患を患う児童のいる家庭に手術費用を提供している。2019年にはテルグ俳優として初めてマダム・タッソー・シンガポール分館に蝋人形が設置された。

## 生い立ち
1975年8月9日、テルグ俳優のクリシュナとインディラ・デーヴィの第4子としてマドラスで生まれた。長兄ラメーシュ・バーブはプロデューサーとして映画界で活動し、長姉パドマーワティはテルグ・デサム党所属の連邦下院議員ガラ・ジャヤデーヴと結婚している。また、次姉マンジュラ・ガッタマネーニは女優として映画界で活動しており、妹プリヤダルシニはテルグ俳優のスディール・バーブと結婚している。生家のガッタマネーニ家はバリパレムに出自を持つ一家である。
マヘーシュ・バーブは幼少期をマドラスで過ごし、母方の祖母ドルガンマに育てられた。成長後はセント・ビーズ・アングロ・インディアン高等学校を経てロヨラ大学チェンナイ校に進学して商学の学位を取得している。

## キャリア

### 俳優

#### 1979年 - 2003年
1979年に兄ラメーシュと共に『Needa』の撮影現場を見学した際、監督のダサリ・ナーラーヤナ・ラーオに求められて一部のシーンに出演している。1983年にはコーディー・ラーマクリシュナの求めに応じて『Poratam』に出演し、その後も子役として『Sankharavam』『Bazaar Rowdy』『Mugguru Kodukulu』『Gudachari 117』『Koduku Diddina Kapuram』『Balachandrudu』『Anna Thammudu』に出演している。1999年にK・ラーガヴェンドラ・ラーウの『Rajakumarudu』で主演デビューし、ナンディ賞 新人男優賞を受賞した。2000年には『Yuvaraju』『Vamsi』に出演し、2001年にはクリシュナ・ヴァムシーの『Murari』に出演している。同作はキャリアの中で重要な作品に位置付けられており、またマヘーシュ・バーブもお気に入りの作品の一つに挙げている。『Murari』の演技は批評家から高い評価を得ており、ナンディ賞 審査員特別賞を受賞したほか、フィルムフェア賞 テルグ語映画部門主演男優賞にノミネートされた。2002年には『Takkari Donga』で再びナンディ賞審査員特別賞を受賞し、2003年はグナシェカールの『Okkadu』でブーミカー・チャーウラーと共演してフィルムフェア賞テルグ語映画部門主演男優賞を受賞した。続けて出演した『Nijam』ではラクシータと共演し、『Rediff.com』のヴィジャヤラクシュミーから「彼の存在は、映画の後半パートを観るべき唯一の理由となっている」と批評されたほか、ナンディ賞 主演男優賞を受賞し、フィルムフェア賞テルグ語映画部門主演男優賞にノミネートされている。

#### 2004年 - 2010年
2004年は姉マンジュラ・ガッタマネーニがプロデュースした『Naani』でアミーシャ・パテールと共演ししたが、興行成績は振るわなかった。続けて出演した『Arjun』ではナンディ賞審査員特別賞を受賞し、興行的にも成功を収めている。同作はインド国際映画祭のメインストリーム部門で上映されたほか、キールティ・レッディの引退作としても知られている。2005年にはトリヴィクラム・シュリーニヴァースの『Athadu』でトリシャー・クリシュナンと共演し、同年のテルグ語映画で最も高い興行収入を記録した映画の一つとなった。また、マヘーシュ・バーブの演技も高い評価を受け、ナンディ賞主演男優賞を受賞したほか、フィルムフェア賞テルグ語映画部門主演男優賞にノミネートされている。彼の演技について『Idlebrain.com』は「マヘーシュ・バーブはプロの殺し屋役をスタイリッシュで素晴らしい演技を見せてくれた」と批評している。
2006年はプリ・ジャガンナードの『Pokiri』に出演し、同作には姉マンジュラ・ガッタマネーニが製作として参加している。彼の演技は滝愛評価を得ており、『ザ・ヒンドゥー』のY・スニータ・チョーダリーは「近年マヘーシュが選択する出演作には疑問符が付くようなケースが多く、彼のキャリアに大きな影を落としていたが、『Pokiri』での落ち着いた演技によって疑問は払拭され、スター俳優の地位を難なく取り戻した」と批評したほか、同作の演技でマヘーシュ・バーブはフィルムフェア賞テルグ語映画部門主演男優賞を受賞した。同年には『Sainikudu』にも出演し、『Rediff.com』から「マヘーシュ・バーブは『Pokiri』と同様にクールな演技を見せた。彼は難なく役柄をこなしているが、観客に既視感を与えてくる。彼は何度も見せ場を作っているが、あまり派手な演技を見せてくることはない」と批評している。
2007年は『Athidhi』に出演し、共演者のアムリタ・ラーオは同作でテルグ語映画デビューを果たした。また、同作には兄ラメーシュ・バーブが製作として参加している。『Idlebrain.com』のジーヴィは「マヘーシュは『Pokiri』に出演した時のような無鉄砲なキャラクター描写を踏襲している。前半パートのアクションシーンではエンターテインメント性を織り交ぜて演じている。また、感情に訴えかけるようなシーンも多く、マヘーシュ・バーブは完璧な演技を見せてくれた」と批評し、『Rediff.com』からは「マヘーシュは本作で才能を惜しみなく発揮している。役柄は彼のイメージにピッタリで、難なく演じている。『Pokiri』と同様に『Sainikudu』でも非常にクールな存在感を放っているが、彼の才能を考えると別の異なるものに挑戦するべきではないかと感じる」と批評されている。また、2008年には『Jalsa』で声優として出演している。
『Athidhi』公開後は7か月間の休止期間を経て、さらに2か月後にインドの鉱業詐欺を題材とした『Khaleja』の出演契約を結んだが、製作が遅延したことで最終的に2年間出演作が公開されない状態に陥った。この間に祖母と妻ナムラタ・シロドカールの両親と死別しており、父クリシュナからは『Khaleja』の製作の遅れによる今後のキャリアの先行きを不安視されてたという。『Khaleja』は2010年に公開され国内では興行的に失敗したものの、海外市場では好調な興行成績を記録した結果、当時のテルグ語映画で最も高い興行収入を記録する作品の一つとなった。彼の演技について『Rediff.com』は「この映画の精神はマヘーシュであり、台詞回し、アクション、ダンス、感情表現など、彼は難なくこなしていた」と批評している。また、映画自体も『フィルム・コンパニオン』から「過去10年間で最も素晴らしいテルグ語映画トップ25」の一つに選ばれている。

#### 2011年 - 2014年

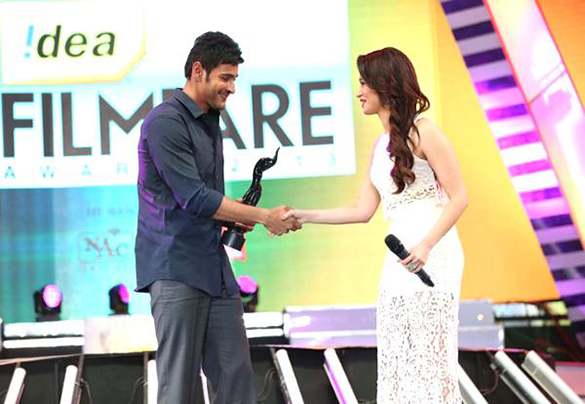
第61回フィルムフェア賞南インド映画部門授賞式で主演男優賞をタマンナー・バティアから受け取るマヘーシュ・バーブ（2014年）

2011年にシュリーヌ・ヴァイトラの『Dookudu』でサマンタと共演し、フィルムフェア賞テルグ語映画部門主演男優賞、ナンディ賞主演男優賞、南インド国際映画賞 テルグ語映画部門主演男優賞を受賞した。また、興行収入は10億ルピーを越え、この年のテルグ語映画で最も高い興行収入を記録する作品の一つとなった。この間、「マヘーシュ・バーブが『Dookudu』の成功により、報酬として1億2000万ルピーを受け取った」という噂が流れ、税務当局が彼の自宅を家宅捜索するトラブルが起きている。2012年は『Businessman』でカージャル・アグルワールと共演し、マフィアのスーリヤ役を演じた。彼の演技は批評家から絶賛され、フィルムフェア賞テルグ語映画部門主演男優賞と南インド国際映画賞テルグ語映画部門主演男優賞にノミネートされた。また、この年は南インド俳優の中でラジニカーントに次いで収益を上げた俳優となった。
2013年にはシュリーカーント・アッダーラの『ジャスミンの花咲く家』に出演し、ヴェンカテーシュ・ダッグバーティ、アンジャリ、サマンタと共演した。同作はこの年のテルグ語映画で最も高い興行収入を記録する作品の一つとなり、マヘーシュ・バーブの演技も高い評価を受け、フィルムフェア賞テルグ語映画部門主演男優賞と南インド国際映画賞テルグ語映画部門主演男優賞を受賞した。また、この年はシュリーヌ・ヴァイトラの『バードシャー テルグの皇帝』に声優として出演している。2014年はスクマールの『1: Nenokkadine』に出演して批評家から高い評価を受け、南インド国際映画賞テルグ語映画部門主演男優賞にノミネートされた。

#### 2015年 - 現在

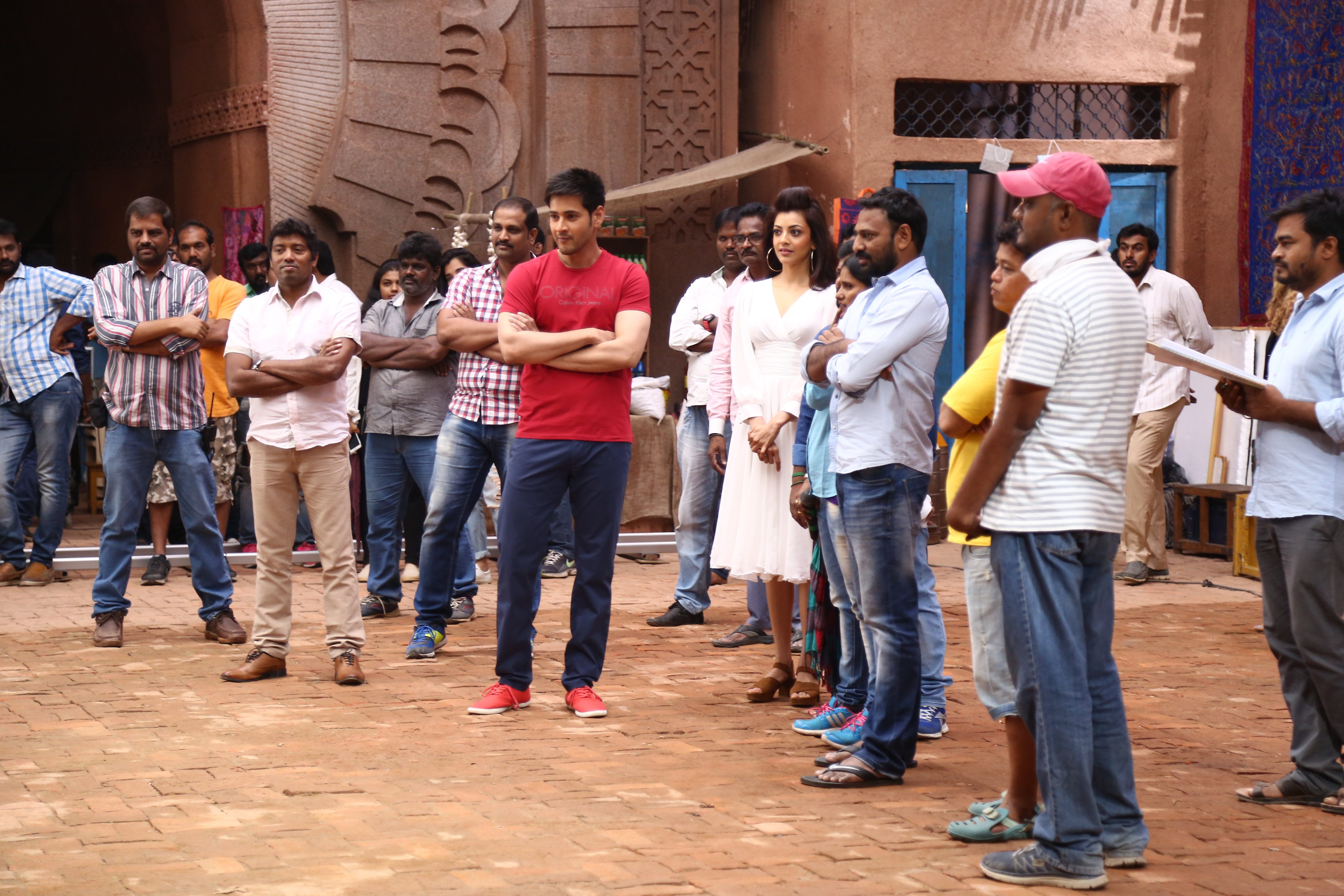
『Brahmotsavam』撮影現場でのマヘーシュ・バーブとカージャル・アグルワール（2016年）

2015年はコラターラ・シヴァの『Srimanthudu』でシュルティ・ハーサンと共演し、同作はマヘーシュ・バーブが設立したG・マヘーシュ・バーブ・エンターテインメントの初製作作品となった。同作は批評家から好意的な評価を得ており、マヘーシュ・バーブもフィルムフェア賞テルグ語映画部門主演男優賞と南インド国際映画賞テルグ語映画部門主演男優賞を受賞している。また、彼の演技について『バンガロール・ミラー』のセードゥマーダヴァン・Nは「『Srimanthudu』は最高にチャーミングなマヘーシュ・バーブがいなければ、こえほど効果的な映画にはならなかっただろう。彼は感情を動かされるシーンで落ち着いた演技を見せることで、観客を楽しませてくれる」と批評している。
2016年は『Brahmotsavam』はカージャル・アグルワール、サマンタ、プラニータ・スバーシュと共演したが、興行成績は振るわなかった。2017年にはA・R・ムルガダースの『Spyder』でタミル語映画デビューし、同作は興行収入11億8000万ルピーを記録するヒット作となった。批評家からはキャストの演技は絶賛されたものの演出や脚本については酷評されている。2018年には『Bharat Ane Nenu』でアーンドラ・プラデーシュ州首相バーラト・ラーム役を演じ、フィルムフェア賞テルグ語映画部門主演男優賞にノミネートされた。2019年はヴァムシー・パイディパッリの『リシの旅路』に出演し、貧困にあえぐ農村を救おうとするIT実業家リシ・クマール役を演じて批評家から演技を絶賛された。同作の公開後、週末に複数の人たちが共同で農業に従事する「週末農業（weekend farming）」という農業チャレンジが流行し、『ザ・ステイツマン』は「『リシの旅路』をきっかけに若者たちの間に農村部が直面する問題に対する意識が高まった」と指摘している。また、2020年2月にはラジーヴ・ガンディー知識工学大学で「キャンパス・ファーミング」が開催されるなど、『リシの旅路』は社会現象を巻き起こした。
2020年に出演した『Sarileru Neekevvaru』ではフィルムフェア賞テルグ語映画部門主演男優賞にノミネートされた。同作の放送権はジェミニTVが取得し、同年3月25日に初放送された際には個人視聴率23.4パーセントを記録している。2022年には『Sarkaru Vaari Paata』に出演し、彼の演技について『ニュース・ミニッツ』のバーラクリシュナ・ガネーサンは「マヘーシュ・バーブが、これまでのマッチョなイメージを捨てて女性を口説く姿は実に素晴らしい。彼はこれらのシーンで観客を楽しませてくれる」、『ヒンドゥスタン・タイムズ』のハリチャラン・プディペッディは「マヘーシュ・バーブはこの映画の責任を一身に背負い、退屈なシーンでさえ満足のいく仕事をこなし、映画を支えている」とそれぞれ批評している。2024年に出演した『グントゥールの激辛男』は興行的に失敗したものの、マヘーシュ・バーブの演技は高い評価を得ている。

### 慈善活動
マヘーシュ・バーブは自身の名前を冠した「マヘーシュ・バーブ財団」を通して地位社会支援や児童支援のために活動しており、先天性心疾患を患う児童の手術費用の支援などを主な活動としている。また、アーンドラ病院やレインボー病院と連携して公益信託を目的とした非営利団体「Heal A Child」を運営している。このほかに貧困家庭の学生に対して奨学金を支給し、アーンドラ・プラデーシュ州バリパレムとテランガーナ州シッダプラムの学校・図書館・下水道整備などの都市開発にも参加している。さらに村人たちのために健康診断を実施し、COVID-19ワクチンなどの医療品の提供も行っている。彼はCOVID-19ワクチンについての啓蒙を目的としたAIG病院の「エンド・コロナ・キャンペーン」の支援も行っている。
2013年には末期癌の子供の治療費を提供する非営利団体「ヒール・ア・チャイルド財団」の親善大使に就任した。マヘーシュ・バーブは俳優活動で得た収入の30パーセントを慈善活動に費やしているが、活動の詳細については公表されていない。同年8月にはファルハーン・アクタルが主催する「レイプと差別に反対する男性たち」のキャンペーンに参加し、彼の父ジャーヴェード・アクタルが作詞した詩のテルグ語版に声優として声を提供している。また、2014年10月にはサイクロン・ハドハドの被害を受けた地域の復興を目的としたアーンドラ・プラデーシュ州首相主催の救済基金に250万ルピーを寄付している。

## フィルモグラフィー
| 年   | 作品                      | 役名                                         | 備考            | 出典            |
| ---- | ------------------------- | -------------------------------------------- | --------------- | --------------- |
| 1979 | Needa                     | 本人役                                       | 子役出演        | [ 110 ]         |
| 1983 | Poratam                   | ブッジ                                       | 子役出演        | [ 111 ]         |
| 1987 | Sankharavam               | ラージャー                                   | 子役出演        | [ 112 ]         |
| 1988 | Bazaar Rowdy              | マヘーシュ                                   | 子役出演        | [ 110 ] [ 113 ] |
| 1988 | Mugguru Kodukulu          | スレーンドラ                                 | 子役出演        | [ 110 ] [ 114 ] |
| 1989 | Gudachari 117             | チンナ                                       | 子役出演        | [ 110 ]         |
| 1989 | Koduku Diddina Kapuram    | ヴィノード、プラモード                       | 子役出演        | [ 110 ]         |
| 1990 | Anna Thammudu             | ムラリ                                       | 子役出演        | [ 110 ]         |
| 1990 | Balachandrudu             | バーラチャンドラ                             | 子役出演        | [ 112 ]         |
| 1999 | Rajakumarudu              | ラージャー                                   | 主演デビュー作  | [ 110 ]         |
| 2000 | Yuvaraju                  | シュリーニヴァース                           |                 | [ 115 ]         |
| 2000 | Vamsi                     | ヴァムシー                                   |                 | [ 116 ]         |
| 2001 | Murari                    | ムラリ                                       |                 | [ 117 ]         |
| 2002 | Takkari Donga             | ラージャー                                   |                 | [ 118 ]         |
| 2002 | Bobby                     | ボビー                                       |                 | [ 119 ] [ 120 ] |
| 2003 | Okkadu                    | アジャイ・ヴァルマー                         |                 | [ 121 ]         |
| 2003 | Nijam                     | G・シーターラーム                            |                 | [ 122 ]         |
| 2004 | NaaniNaani                | ヴィジャイ（ヴィジュ）、ナーニ、ナーニの息子 |                 | [ 123 ]         |
| 2004 | Arjun                     | アルジュン                                   |                 | [ 119 ]         |
| 2005 | Athadu                    | ナンダ・ゴーパール（パルドゥ）               |                 | [ 124 ]         |
| 2006 | Pokiri                    | パンドゥ、クリシュナ・マノーハル             |                 | [ 117 ]         |
| 2006 | Sainikudu                 | シッダールト                                 |                 | [ 119 ] [ 125 ] |
| 2007 | Athidhi                   | アティディ                                   |                 | [ 126 ] [ 127 ] |
| 2008 | Jalsa                     | ナレーター                                   |                 | [ 128 ]         |
| 2010 | Khaleja                   | アッルーリ・シータラーマ・ラージュ           |                 | [ 129 ] [ 130 ] |
| 2011 | Dookudu                   | G・アジャイ・クマール、バレリー・バーブ      |                 | [ 131 ]         |
| 2012 | Businessman               | ヴィジャイ・スーリヤ（スーリヤ・バーイー）   |                 | [ 132 ]         |
| 2013 | ジャスミンの花咲く家      | チンノドゥ                                   |                 | [ 133 ]         |
| 2013 | バードシャー テルグの皇帝 | ナレーター                                   |                 | [ 134 ]         |
| 2014 | 1: Nenokkadine            | ガウタム                                     |                 | [ 135 ]         |
| 2014 | Aagadu                    | G・シャンカル                                |                 | [ 136 ]         |
| 2015 | Srimanthudu               | ハルシャ・ヴァルダン                         | 製作兼務        | [ 137 ]         |
| 2016 | Brahmotsavam              | アジャイ、チャンティバーブ                   | 製作兼務        | [ 138 ]         |
| 2016 | Sri Sri                   | ナレーター                                   |                 | [ 139 ]         |
| 2017 | Spyder                    | シヴァ                                       | 多言語映画      | [ 140 ]         |
| 2018 | Bharat Ane Nenu           | バーラト・ラーム                             |                 | [ 141 ]         |
| 2018 | Manasuku Nachindi         | ナレーター                                   |                 | [ 142 ]         |
| 2019 | リシの旅路                | K・リシ・クマール                            |                 | [ 143 ]         |
| 2020 | Sarileru Neekevvaru       | アジャイ・クリシュナ少佐                     | 製作兼務        | [ 144 ] [ 145 ] |
| 2022 | Sarkaru Vaari Paata       | マヘーシュ（マーヒー）                       | 製作兼務        | [ 146 ]         |
| 2022 | Acharya                   | ナレーター                                   |                 | [ 147 ]         |
| 2022 | Major                     | N/A                                          | 製作 多言語映画 | [ 148 ]         |
| 2024 | グントゥールの激辛男      | ボーギネーニ・ヴィーラ・ヴェンカタ・ラマナ   |                 | [ 149 ]         |
| 2024 | ライオン・キング:ムファサ | ムファサ                                     | テルグ語版吹替  | [ 150 ]         |

## 私生活
2005年2月10日に『Athadu』の共演者ナムラタ・シロドカールとマリオット・ホテルで結婚式を挙げ、彼女との間に1男1女をもうけた。

## トラブル
2004年9月、『Arjun』のプロモーション活動でワランガルを訪問していたマヘーシュ・バーブは、20人前後のファンと共に同作の海賊版を売買していた2か所のビデオライブラリーを襲撃して店主を連れ去ったうえ暴行を加えたとして、3つの罪（不法侵入・器物損壊・誘拐）で起訴された。彼は事件に対して「監視カメラの映像を確認すれば分かることですが、私は皆が暴力に訴えるのを止めようとしたんです。この事件で一番問題なのは、警察が間違った情報をもとに私を起訴したことではなく、海賊版を売買している人間を誰一人として起訴しようとしないことです」と反論したほか、事件を知った父クリシュナやチランジーヴィ、アッキネーニ・ナーガールジュナ、アッル・アラヴィンド、ダッグバーティ・スレーシュ・バーブがアーンドラ・プラデーシュ州首相Y・S・ラージャシェーカラ・レッディに対して海賊版対策を徹底するように訴えた。また、同世代の俳優パワン・カリヤーンもマヘーシュ・バーブの行為を支持した。その後、2006年7月の最終審問を経て、マヘーシュ・バーブに無罪判決が言い渡された。

## 評価

### 人物評
マヘーシュ・バーブは複数のメディアから「トリウッドのスーパースター（Superstar of Tollywood）」「プリンス・マヘーシュ・バーブ（Prince Mahesh Babu）」と呼ばれており、2022年にはGoogleで検索された南インド俳優の中で2番目の検索数を記録し、2023年には6番目の検索数を記録した。また、『ザ・タイムズ・オブ・インディア』の「インドで最も魅力的な男性ベスト50」で第12位（2010年）、第5位（2011年）、第2位（2012年）、第1位（2013年）、第6位（2014年）、第6位（2015年）、第7位（2016年）、第6位（2017年）にランクインしている。『フォーブス・インディア』の「セレブリティ100」では第31位（2012年、年収4億2250万ルピー）、第54位（2013年、年収2億8960万ルピー）、第30位（2014年、年収5億1000万ルピー）、第36位（2015年、年収5億1000万ルピー）、第31位（2017年、年収2億9000万ルピー）、第26位（2018年、年収3億330万ルピー）、第47位（2019年、年収3億ルピー）にランクインしている。

### 受賞歴
| 年                                | 部門                              | 作品                              | 結果                              | 出典                              |
| フィルムフェア賞 南インド映画部門 | フィルムフェア賞 南インド映画部門 | フィルムフェア賞 南インド映画部門 | フィルムフェア賞 南インド映画部門 | フィルムフェア賞 南インド映画部門 |
| --------------------------------- | --------------------------------- | --------------------------------- | --------------------------------- | --------------------------------- |
| 2002年                            | テルグ語映画部門主演男優賞        | 『Murari』                        | ノミネート                        | [ 175 ]                           |
| 2004年                            | テルグ語映画部門主演男優賞        | 『Okkadu』                        | 受賞                              | [ 25 ]                            |
| 2004年                            | テルグ語映画部門主演男優賞        | 『Nijam』                         | ノミネート                        | [ 25 ]                            |
| 2006年                            | テルグ語映画部門主演男優賞        | 『Athadu』                        | ノミネート                        | [ 176 ]                           |
| 2007年                            | テルグ語映画部門主演男優賞        | 『Pokiri』                        | 受賞                              | [ 39 ]                            |
| 2011年                            | テルグ語映画部門主演男優賞        | 『Dookudu』                       | 受賞                              | [ 54 ]                            |
| 2012年                            | テルグ語映画部門主演男優賞        | 『Businessman』                   | ノミネート                        | [ 59 ]                            |
| 2014年                            | テルグ語映画部門主演男優賞        | 『ジャスミンの花咲く家』          | 受賞                              | [ 66 ]                            |
| 2015年                            | テルグ語映画部門主演男優賞        | 『Srimanthudu』                   | 受賞                              | [ 77 ]                            |
| 2019年                            | テルグ語映画部門主演男優賞        | 『Bharat Ane Nenu』               | ノミネート                        | [ 177 ]                           |
| 2022年                            | テルグ語映画部門主演男優賞        | 『Sarileru Neekevvaru』           | ノミネート                        | [ 178 ]                           |
| 2024年                            | テルグ語映画部門作品賞            | 『Major』                         | ノミネート                        | [ 179 ]                           |
| 南インド国際映画賞                |                                   |                                   |                                   |                                   |
| 2012年                            | テルグ語映画部門主演男優賞        | 『Dookudu』                       | 受賞                              | [ 55 ]                            |
| 2013年                            | テルグ語映画部門主演男優賞        | 『Businessman』                   | ノミネート                        | [ 60 ]                            |
| 2014年                            | テルグ語映画部門主演男優賞        | 『ジャスミンの花咲く家』          | 受賞                              | [ 67 ]                            |
| 2015年                            | テルグ語映画部門主演男優賞        | 『1: Nenokkadine』                | ノミネート                        | [ 73 ]                            |
| 2016年                            | テルグ語映画部門主演男優賞        | 『Srimanthudu』                   | 受賞                              | [ 180 ]                           |
| 2019年                            | テルグ語映画部門主演男優賞        | 『Bharat Ane Nenu』               | ノミネート                        | [ 181 ]                           |
| 2021年                            | テルグ語映画部門主演男優賞        | 『リシの旅路』                    | 受賞                              | [ 182 ]                           |
| 2021年                            | テルグ語映画部門主演男優賞        | 『Sarileru Neekevvaru』           | ノミネート                        | [ 182 ]                           |
| 2023年                            | テルグ語映画部門作品賞            | 『Major』                         | ノミネート                        | [ 183 ]                           |
| IIFAウトサヴァム                  |                                   |                                   |                                   |                                   |
| 2016年                            | テルグ語映画部門主演男優賞        | 『Srimanthudu』                   | 受賞                              | [ 184 ]                           |
| テランガーナ・ガッダル映画賞      |                                   |                                   |                                   |                                   |
| 2025年                            | 第3位作品賞                       | 『Srimanthudu』                   | 受賞                              | [ 185 ]                           |
| 2025年                            | 第3位作品賞                       | 『Major』                         | 受賞                              | [ 185 ]                           |
| ナンディ賞                        |                                   |                                   |                                   |                                   |
| 1999年                            | 新人男優賞                        | 『Rajakumarudu』                  | 受賞                              | [ 186 ]                           |
| 2002年                            | 審査員特別賞                      | 『Murari』                        | 受賞                              | [ 186 ]                           |
| 2003年                            | 審査員特別賞                      | 『Takkari Donga』                 | 受賞                              | [ 186 ]                           |
| 2004年                            | 主演男優賞                        | 『Nijam』                         | 受賞                              | [ 28 ]                            |
| 2005年                            | 審査員特別賞                      | 『Arjun』                         | 受賞                              | [ 29 ]                            |
| 2006年                            | 主演男優賞                        | 『Athadu』                        | 受賞                              | [ 36 ]                            |
| 2011年                            | 主演男優賞                        | 『Dookudu』                       | 受賞                              | [ 53 ]                            |
| 2015年                            | 大衆長編映画賞                    | 『Srimanthudu』                   | 受賞                              | [ 187 ]                           |
| 2015年                            | 主演男優賞                        | 『Srimanthudu』                   | 受賞                              | [ 187 ]                           |
| サントーシャム南インド映画賞      |                                   |                                   |                                   |                                   |
| 2004年                            | 若手俳優賞                        | 『Okkadu』                        | 受賞                              | [ 188 ]                           |
| 2007年                            | 主演男優賞                        | 『Pokiri』                        | 受賞                              | [ 189 ]                           |
| 2013年                            | 主演男優賞                        | 『Businessman』                   | 受賞                              | [ 190 ]                           |
| ジー・シネ・アワード・テルグ      |                                   |                                   |                                   |                                   |
| 2020年                            | ツイッター・スター賞              | N/A                               | 受賞                              | [ 191 ] [ 192 ] [ 193 ]           |
| 2020年                            | フェイバリット男優賞              | 『リシの旅路』                    | ノミネート                        | [ 191 ] [ 192 ] [ 193 ]           |
| 2020年                            | 主演男優賞                        | 『リシの旅路』                    | ノミネート                        | [ 191 ] [ 192 ] [ 193 ]           |
| CineMAA賞                         |                                   |                                   |                                   |                                   |
| 2004年                            | 主演男優賞                        | 『Okkadu』                        | 受賞                              | [ 194 ]                           |
| 2012年                            | 主演男優賞                        | 『Dookudu』                       | 受賞                              | [ 195 ]                           |
| 2015年                            | 審査員選出男優賞                  | 『1: Nenokkadine』                | 受賞                              | [ 196 ]                           |